# Говард Волтер Флорі
Го́вард Во́лтер Фло́рі (англ. Howard Walter Florey, барон Фло́рі; 24 вересня, 1898 року, Аделаїда, Австралія — 21 лютого, 1968 року, Оксфорд, Велика Британія) — англійський фармаколог австралійського походження, лауреат Нобелівської премії з фізіології або медицини 1945 року (спільно з Александром Флемінгом і Ернстом Чейном) «за відкриття пеніциліну і його цілющого впливу при різних інфекційних хворобах».